# Peter Biziou
Peter Biziou (Bangor, 8 agosto 1944) è un direttore della fotografia britannico.

## Filmografia parziale
- Piccoli gangsters (Bugsy Malone), regia di Alan Parker (1976)
- Brian di Nazareth (Life of Brian), regia di Terry Jones (1979)
- I banditi del tempo (Time Bandits), regia di Terry Gilliam (1981)
- Pink Floyd - The Wall, regia di Alan Parker (1982)
- Another Country - La scelta (Another Country), regia di Marek Kanievska (1984)
- 9 settimane e ½ (9½ Weeks), regia di Adrian Lyne (1986)
- Un mondo a parte (A World Apart), regia di Chris Menges (1988)
- Mississippi Burning - Le radici dell'odio (Mississippi Burning), regia di Alan Parker (1988)
- Rosencrantz e Guildenstern sono morti (Rosencrantz & Guildenstern Are Dead), regia di Tom Stoppard (1990)
- Il danno (Damage), regia di Louis Malle (1992)
- La città della gioia (City of Joy), regia di Roland Joffé (1992)
- Nel nome del padre (In the Name of the Father), regia di Jim Sheridan (1993)
- Morti di salute (The Road to Wellville), regia di Alan Parker (1994)
- Riccardo III (Richard III), regia di Richard Loncraine (1995)
- The Truman Show, regia di Peter Weir (1998)
- L'amore infedele - Unfaithful (Unfaithful), regia di Adrian Lyne (2002)
- Ladies in Lavender, regia di Charles Dance (2004)
- Derailed - Attrazione letale (Derailed), regia di Mikael Håfström (2005)

## Premi Oscar migliore fotografia

### Vittorie
- Mississippi Burning - Le radici dell'odio (1989)